# FreedomBox
FreedomBox es un proyecto comunitario con el fin de diseñar, desarrollar y promover servidores personales funcionando con software libre para redes sociales distribuidas, correo electrónico y comunicaciones de audio y vídeo. Eben Moglen anunció el proyecto en una reunión de la ISOC en Nueva York, el 2 de febrero de 2010.
El 4 de febrero de 2011, Moglen constituyó la Fundación FreedomBox para que se convirtiera en la oficina central de coordinación del proyecto, y el 18 de febrero de 2011, la fundación comenzó una campaña para conseguir 60.000 dólares en 30 días en el servicio de financiación colectiva, Kickstarter. El objetivo se superó tan sólo 4 días después, el 22 de febrero y el 19 de marzo de 2011, la campaña finalizó habiendo conseguido recaudar 86.724 dólares de 1.007 donantes.

## Definición y ámbito de FreedomBox
Actualmente, el proyecto FreedomBox se define como

Un servidor personal ejecutando un sistema operativo libre y aplicaciones libres, diseñado para crear y proteger la privacidad personal.

El proyecto aspira a desarrollar una serie de software preparado para ordenadores de enchufe, ya que son fáciles de instalar en viviendas y oficinas. Promoviendo la utilización descentralizada de hardware, el proyecto espera que las FreedomBoxes "proporcionen privacidad en la vida real, y comunicaciones seguras para la gente que trata de conservar su libertad en regímenes opresivos."

## Versiones
0.1El 27 de agosto de 2012, la primera "Developer Preview" fue liberada. Se focalizó  en establecer las bases de la arquitectura e infraestructura, más que en formalizar un producto acabado. Sin embargo, incluyó la primera herramienta completa, la FreedomBox's Privoxy, que permitiría una comunicación de los usuarios con los sitios web más segura.